# 国道191号

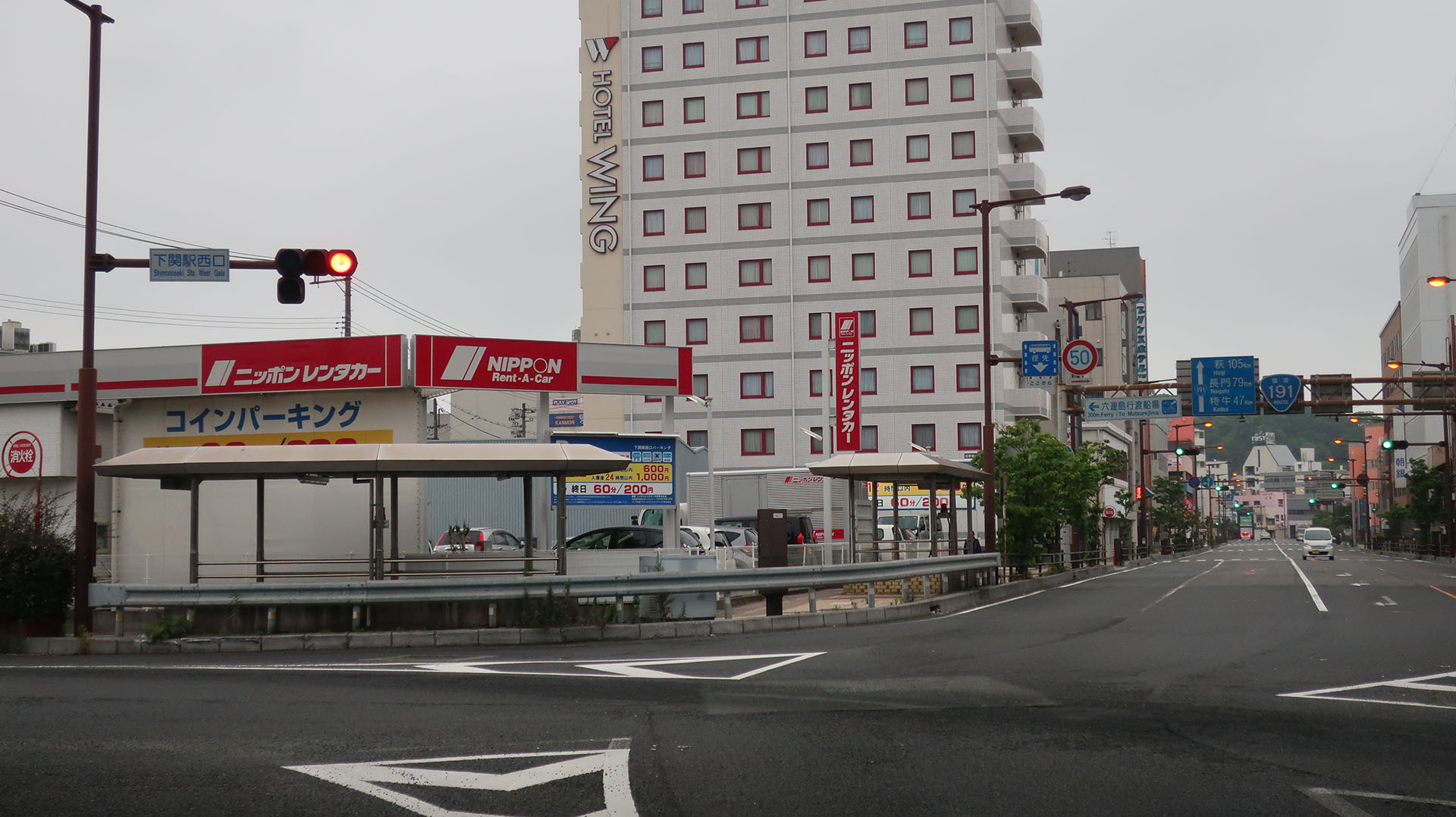
国道191号 起点
山口県下関市 下関駅西口交差点

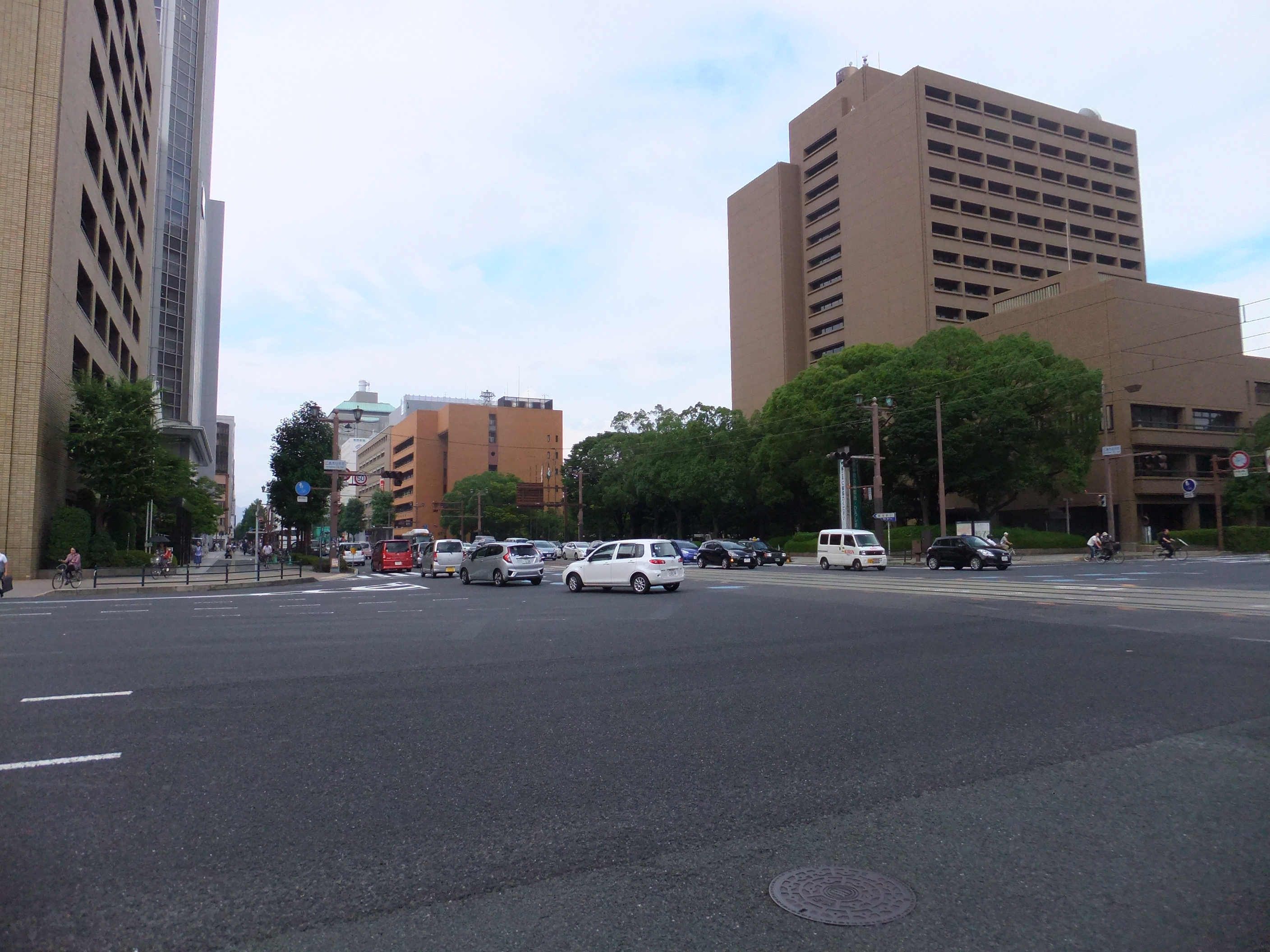
終点の広島市役所前交差点

国道191号（こくどう191ごう）は、山口県下関市から島根県益田市を経由して、広島県広島市中区に至る一般国道である。

## 概要

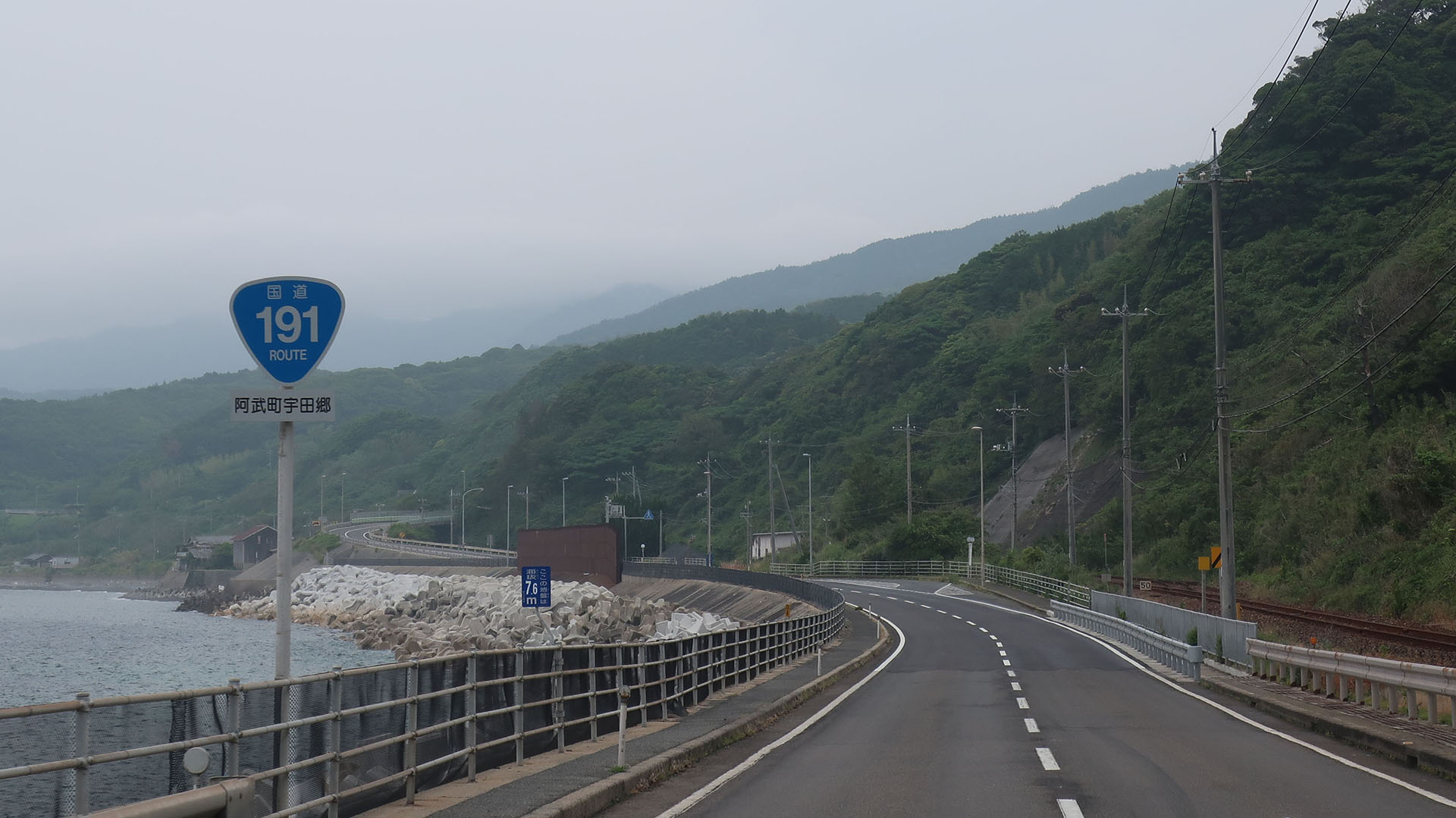
海岸線に沿って走る国道191号
山口県阿武郡阿武町宇田

下関市から日本海の海岸線沿いに本州西端を周回し、島根県益田市より中国山地を横断して瀬戸内海側の広島市へ到達する路線で、道路状況としては、路線のほぼ中間に位置する、益田市を境に大きく分かれる。
起点の下関市から益田市までは日本海沿いを走行しており、国道9号（鳥取県岩美郡岩美町 - 益田市間）や国道178号（岩美町以東）と共に、山陰地方の各都市を連絡する性格を持つ。ほとんどの区間でJR西日本山陰本線と並行（線路と併走する区間も多い）し、基本的に海岸沿いのルートを経由するが、部分的に峠越えの区間も存在する。山陰自動車道に並行する自動車専用道路である萩・三隅道路は国道191号のバイパスである。下関市豊浦町・豊北町を中心とした区間には「西長門ブルーライン」、阿武町を中心とした萩市から益田市にかけての区間は「北長門コバルトライン」の愛称がそれぞれある。一方で、益田市から終点の広島市までは匹見峡、三段峡などの山間部を通過し、島根県石見地域・広島県北西部と広島市を結ぶ陰陽連絡路線としての性格が強い。
なお、広島市安佐北区可部以南の終点までの区間では国道54号や国道183号などと重複し、祇園新道はこの重複区間の中にある。

### 路線データ
一般国道の路線を指定する政令に基づく起終点および重要な経過地は次のとおり。
- 起点：下関市（下関駅西口交差点 = 国道9号・山口県道250号南風泊港線終点）
- 終点：広島市（中区、広島市役所前交差点＝国道2号交点、国道54号・国道183号・国道261号起点、広島県道243号広島港線終点）
- 重要な経過地：山口県豊浦郡豊北町[注釈 2]、同県大津郡油谷町[注釈 3]、長門市、萩市、同県阿武郡須佐町[注釈 4]、益田市、広島県山県郡戸河内町[注釈 5]、同郡加計町[注釈 5]
- 総延長 : 292.4 km（島根県 58.2 km、広島県 50.9 km、広島市 19.4 km、山口県 163.9 km）重用延長を含む[4][注釈 6]
- 重用延長 : 6.7 km（島根県 - km、広島県 6.7 km、広島市 0.0 km、山口県 - km）[4][注釈 6]
- 未供用延長 : なし[4][注釈 6]
- 実延長 : 285.7 km（島根県 58.2 km、広島県 44.2 km、広島市 19.4 km、山口県 163.9 km）[4][注釈 6]
  - 現道 : 268.1 km（島根県 57.0 km、広島県 42.8 km、広島市 19.4 km、山口県 149.0 km）[4][注釈 6]
  - 旧道 : 2.6 km（島根県 1.3 km、広島県 1.3 km、広島市 - km、山口県 - km）[4][注釈 6]
  - 新道 : 15.0 km（島根県 - km、広島県 - km、広島市 - km、山口県 15.0 km）[4][注釈 6]
- 指定区間[5][6][7]
  - 下関市竹崎町四丁目1番3（起点）- 同市豊北町大字北宇賀字箕ノ腰1420番1（二見夫婦岩）
  - 長門市西深川字四ノ椎ノ木道祖587番1（椎ノ木峠） - 益田市中吉田町281番2（中吉田町交差点）
  - 広島市安佐北区可部南一丁目120番6（中島交差点） - 同市中区大手町四丁目7番（国道54号と重複する区間）

## 歴史
現行の道路法（昭和27年法律第180号）に基づく二級国道として1953年（昭和28年）に初回指定された路線のひとつである。国道指定当初は下関益田線として下関市から益田市までの路線であったが、1970年（昭和45年）に益田市から広島市まで延伸し、うち広島県山県郡加計町から太田川に沿って広島市に至る区間は国道186号から編入している。

### 年表
- 1953年（昭和28年）5月18日 - 二級国道191号下関益田線（下関市 - 益田市）として指定施行[8]。
- 1965年（昭和40年）4月1日 - 道路法改正により一級・二級区分が廃止されて一般国道191号として指定施行[3]。
- 1970年（昭和45年）4月1日 - 終点側を延伸し、一般国道191号（下関市 - 益田市 - 広島市）として指定施行[9]。
- 2016年（平成28年）4月1日 - 国道54号の可部バイパスの旧道の管理が国土交通省から広島市に移管され、国道191号が旧道経由のみとなる[7]。

## 路線状況

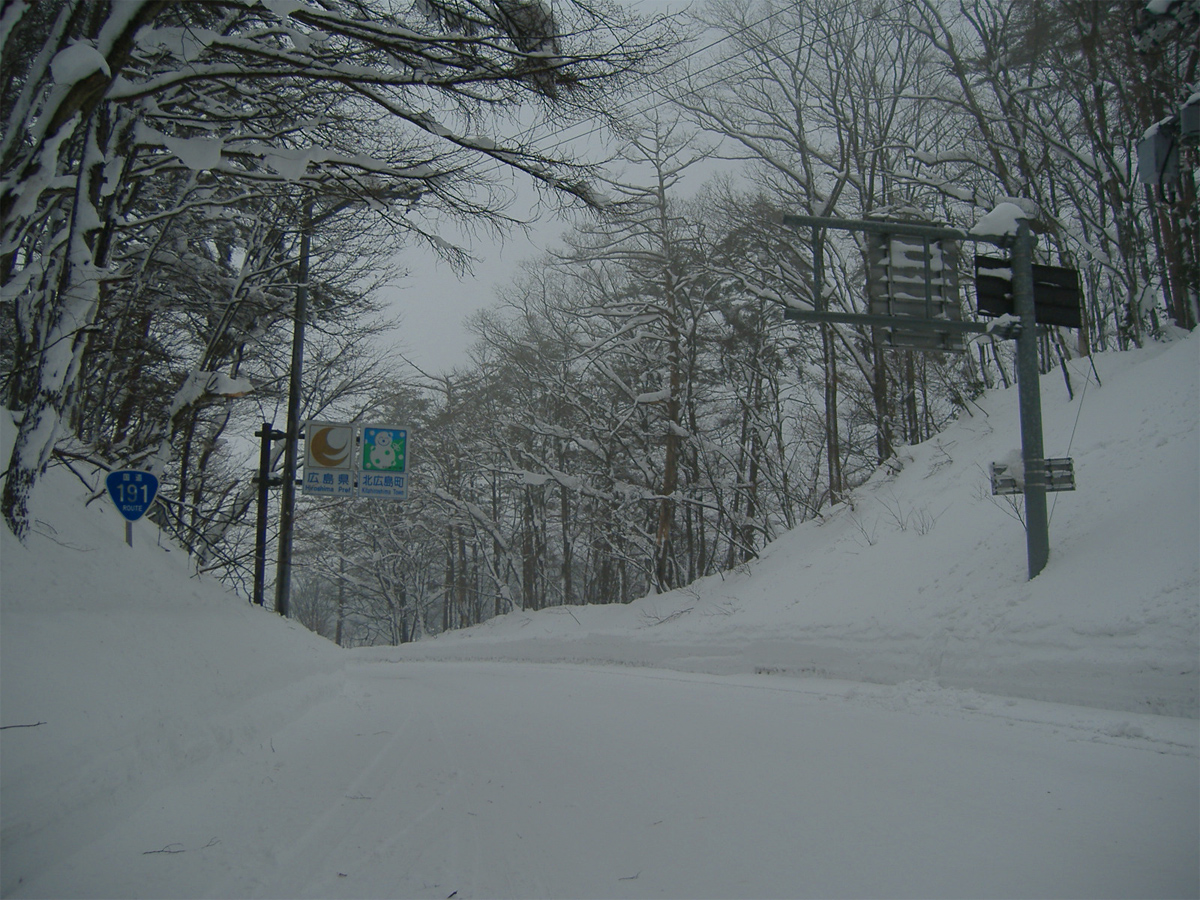
広島県と島根県との県境付近

本州最西端を走る長門ブルーラインは、日本海の海岸線に沿って奇岩断崖が続く交通量も少ない快適路で、西日本有数のドライブルートで知られる。
益田市 - 広島市区間には沿線に八幡高原191などのスキー場が存在するなど中国地方でも降雪の多い区間を通過しており、山間部を中心に寒波が来るとたびたび路面凍結する。三段峡以南の太田川沿いの区間ではJR西日本可部線が平行していたが、2003年（平成15年）に三段峡 - 可部間の鉄道が廃止となり、国道191号経由の代替バスが運行されている。

### バイパス

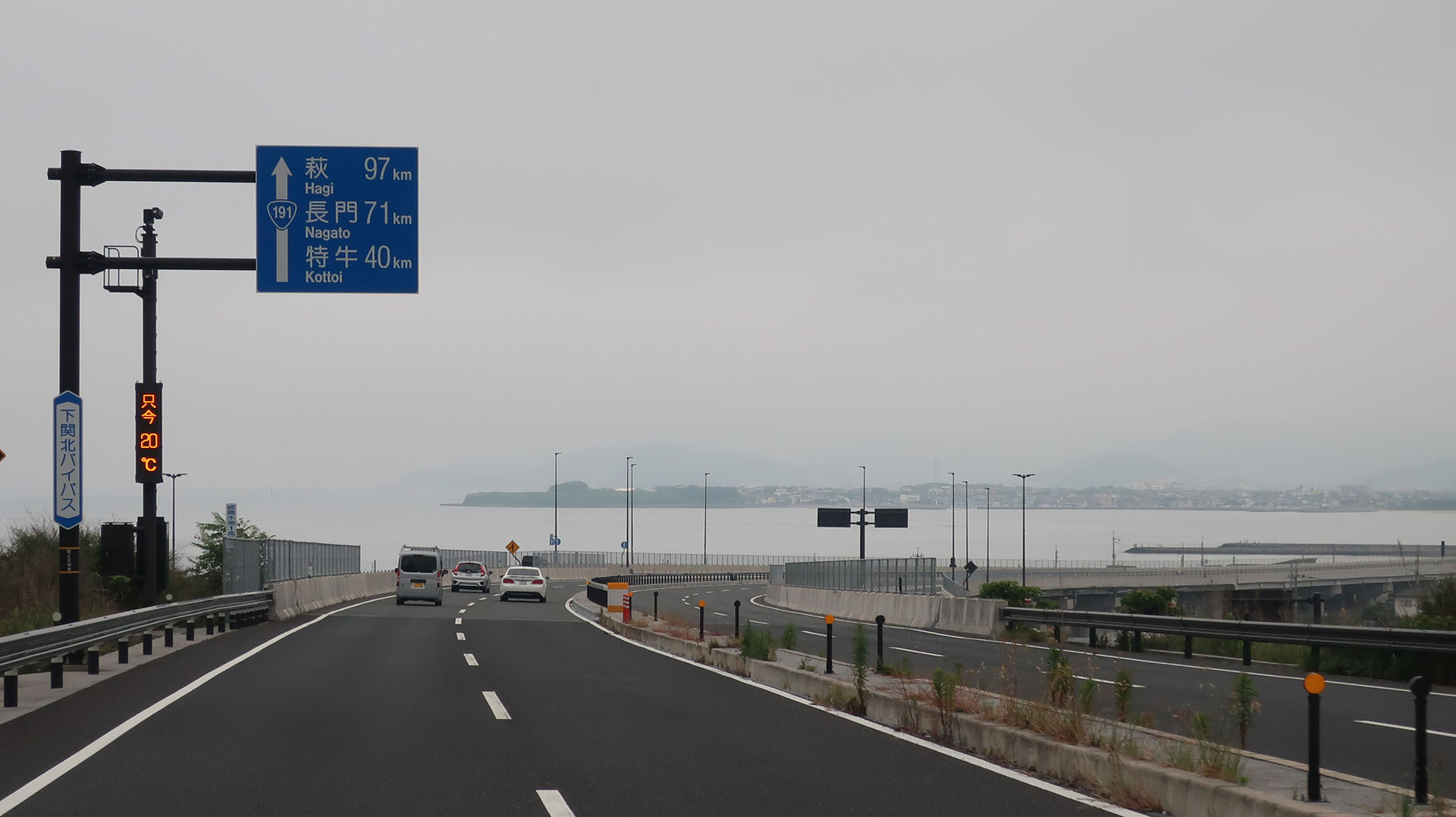
下関北バイパス
山口県下関市大字垢田

- 下関北バイパス
- 三隅バイパス
- E9 萩・三隅道路
- 益田美都道路
- 戸河内バイパス
- 加計バイパス
- 祇園新道（国道54号重複区間）

### 重複区間

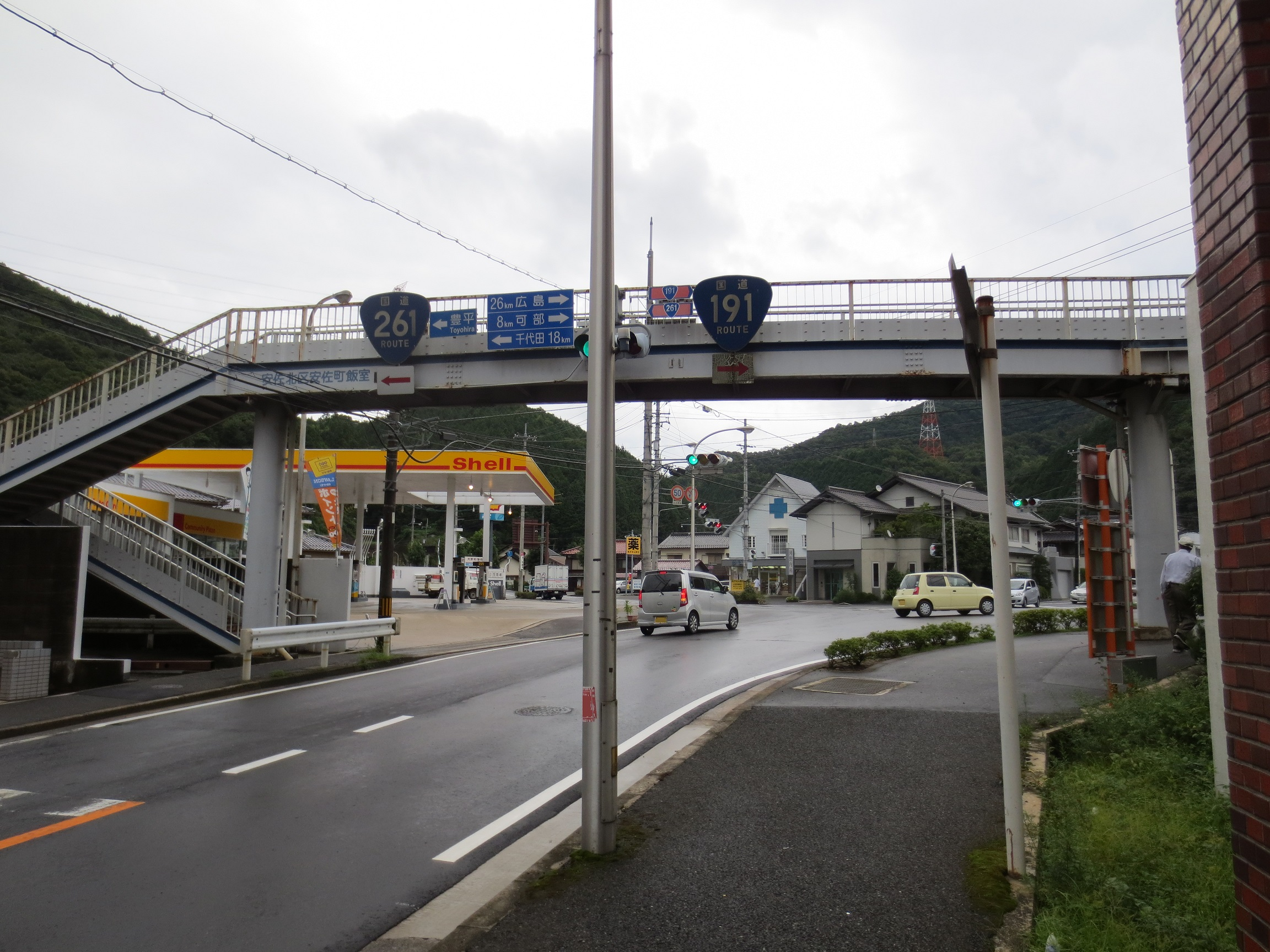
国道261号交点の飯室交差点
広島市安佐北区

- 国道186号（広島県山県郡安芸太田町・戸河内IC入口交差点 - 山崎交差点）
- 国道433号（広島県山県郡安芸太田町津浪 - 安芸太田町坪野）
- 国道261号（広島県広島市安佐北区・飯室交差点 - 広島市安佐南区・緑井1丁目交差点）
- 国道183号（広島県広島市安佐北区・191号分れ交差点 - 広島市安佐南区・緑井1丁目交差点）
- 国道54号（広島県広島市安佐北区・中島交差点 - 広島市中区・広島市役所前交差点（終点））
- 国道183号・国道261号（広島市中区・紙屋町交差点 - 広島市中区・広島市役所前交差点（終点））

### 道路施設

#### 主なトンネル
- 大刈トンネル

1977年（昭和52年）3月、須佐町（現・萩市）と阿武町を結ぶトンネルとして開通。
- 銅ヶ峠トンネル

1974年（昭和49年）11月15日、美都町（現・益田市）と匹見町（同）を結ぶトンネルとして開通。
- 発坂トンネル

2008年（平成20年）4月22日、安芸太田町を通過するトンネルとして開通。

#### 道の駅
- 山口県
  - 北浦街道 豊北（下関市）
  - 阿武町（阿武町）
  - ゆとりパークたまがわ（萩市）
- 島根県
  - サンエイト美都（益田市）
  - 匹見峡（益田市）
- 広島県
  - 来夢とごうち（山県郡安芸太田町）

### 事前通行規制区間
| 都道府県名 | 区間                                | 規制内容                         |
| ---------- | ----------------------------------- | -------------------------------- |
| 山口県     | 長門市三隅上 - 萩市三見市           | 連続雨量150 mmを超える場合通行止 |
| 山口県     | 阿武郡阿武町木与 - 阿武郡阿武町宇田 | 連続雨量200 mmを超える場合通行止 |
| 山口県     | 萩市三見市 - 萩市山田               | 連続雨量250 mmを超える場合通行止 |

### 交通量
24時間交通量（台） 道路交通センサス
| 観測地点             | 平成22（2010）年度 |
| -------------------- | ------------------ |
| 安芸太田町松原       | 01,198             |
| 安芸太田町川手       | 01,772             |
| 安芸太田町土居       | 04,061             |
| 安芸太田町加計       | 03,763             |
| 安佐北区安佐町小河内 | 04,560             |
| 安佐北区可部町勝木   | 17,630             |
| 安佐北区亀山七丁目   | 15,667             |

（出典：「平成22年度道路交通センサス」（国土交通省ホームページ）より一部データを抜粋して作成）

## 地理

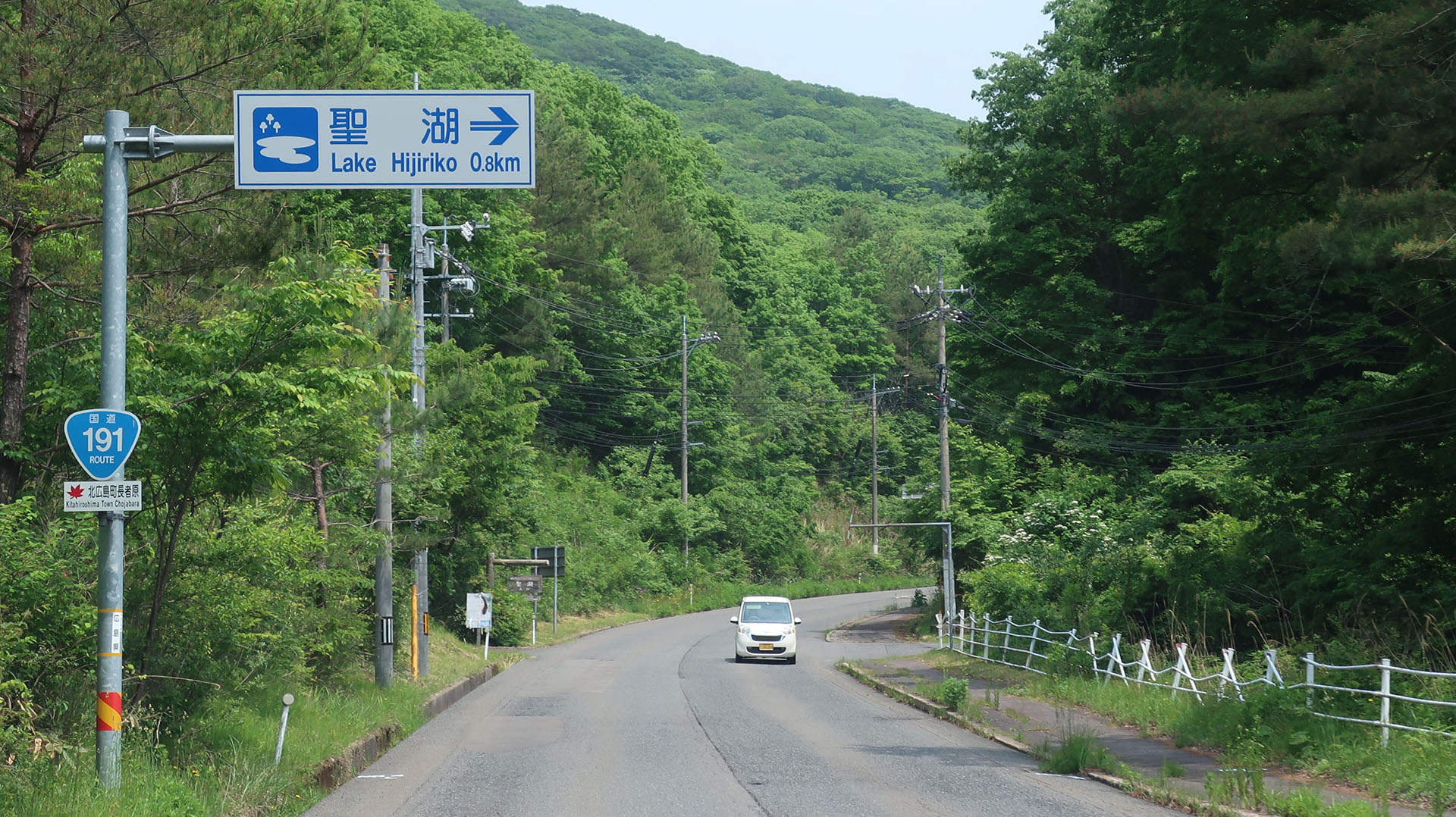
広島県山県郡北広島町東八幡原
（2020年6月撮影）

下関市 - 益田市の区間は、日本海沿いのシーサイドラインで、ほぼJR西日本山陰本線と並走する。沿線には温泉地が点在し、長門市から萩市にかけて日本海に浮かぶ島々も見える。益田市 - 広島市の区間は、中国山地の峠をいくつか越える道路で、太田川沿いの広島市郊外のローカルな風景と、県境付近の山深い山岳道路の沿線には匹見峡やスキー場も見られる。

### 通過する自治体
- 山口県
  - 下関市 - 長門市 - 萩市 - 阿武郡阿武町 - 萩市
- 島根県
  - 益田市
- 広島県
  - 山県郡北広島町 - 山県郡安芸太田町 - 広島市（佐伯区） - 山県郡安芸太田町 - 広島市（佐伯区） - 山県郡安芸太田町 - 広島市（安佐北区 - 安佐南区 - 東区 - 中区）

### 交差する道路

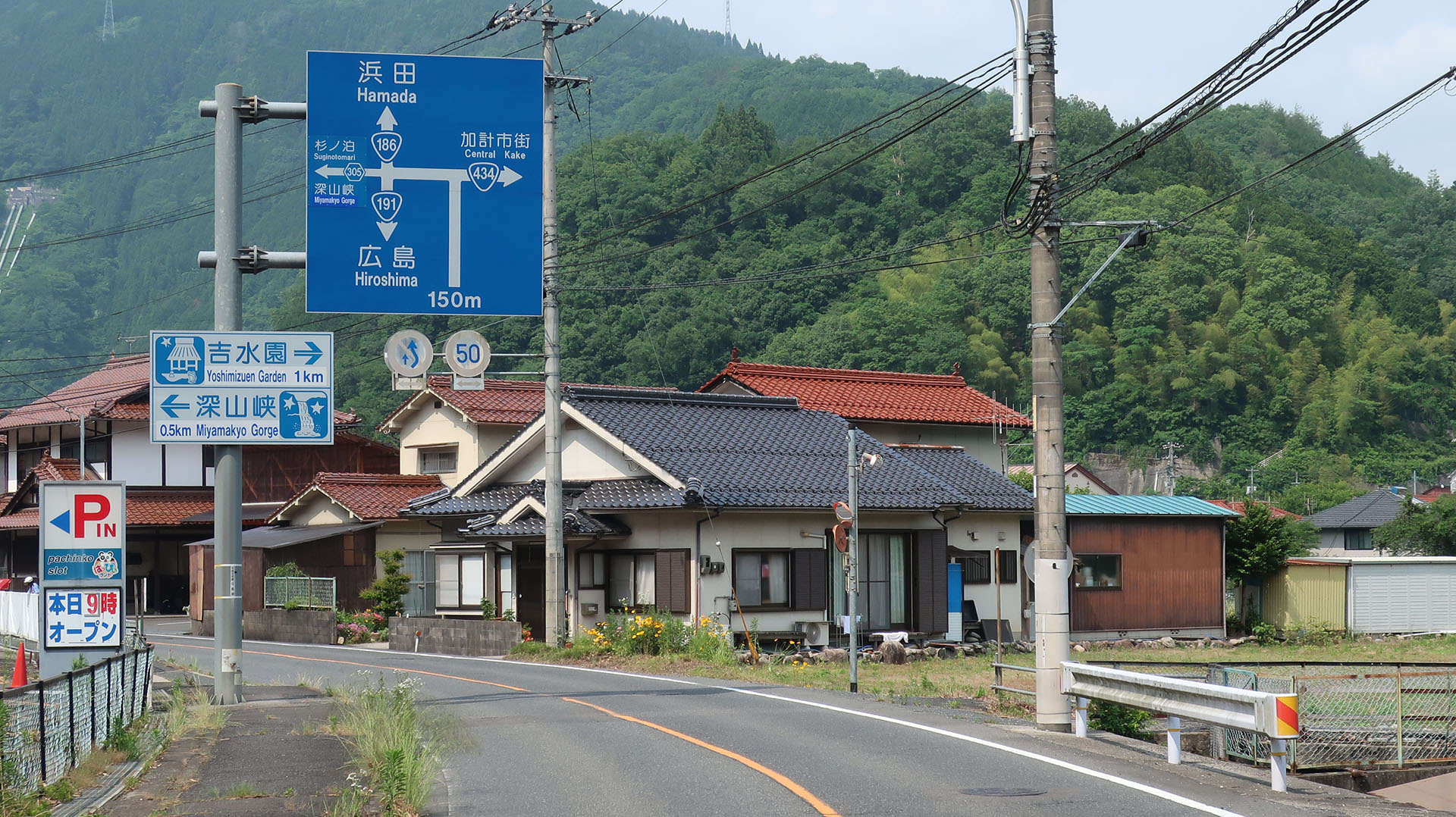
国道186号、国道434号との分岐
広島県山県郡安芸太田町

| 交差する道路                                                                                      | 都道府県名 | 市町村名 | 市町村名   | 交差する場所                  | 交差する場所                         |
| ------------------------------------------------------------------------------------------------- | ---------- | -------- | ---------- | ----------------------------- | ------------------------------------ |
| 国道9号 山口県道250号南風泊港線                                                                   | 山口県     | 下関市   | 下関市     | 竹崎町4丁目                   | 下関駅西口交差点 / 起点              |
| 山口県道252号福浦港金比羅線                                                                       | 山口県     | 下関市   | 下関市     | 金比羅町                      | 金比羅交差点                         |
| 山口県道258号武久椋野線                                                                           | 山口県     | 下関市   | 下関市     | 武久町2丁目                   | [ 注釈 7 ]                           |
| 山口県道248号下関港安岡線                                                                         | 山口県     | 下関市   | 下関市     | 富任町（とみとうちょう）1丁目 | 富任交差点                           |
| 山口県道247号安岡港長府線                                                                         | 山口県     | 下関市   | 下関市     | 横野町1丁目                   | 安岡交差点                           |
| 山口県道245号永田郷室津川棚線                                                                     | 山口県     | 下関市   | 下関市     | 永田郷                        | 吉母（よしも）入口交差点             |
| 山口県道40号豊浦清末線 山口県道261号豊浦久野線 重複                                               | 山口県     | 下関市   | 下関市     | 豊浦町川棚                    | 川棚交差点                           |
| 山口県道262号豊浦豊田線                                                                           | 山口県     | 下関市   | 下関市     | 豊浦町川棚                    |                                      |
| 山口県道245号永田郷室津川棚線                                                                     | 山口県     | 下関市   | 下関市     | 豊浦町川棚                    |                                      |
| 山口県道35号豊浦菊川線                                                                            | 山口県     | 下関市   | 下関市     | 豊浦町小串                    |                                      |
| 山口県道263号小串停車場線                                                                         | 山口県     | 下関市   | 下関市     | 豊浦町小串                    |                                      |
| 山口県道270号田耕湯玉停車場線 重複区間起点                                                        | 山口県     | 下関市   | 下関市     | 豊浦町宇賀（うか）            |                                      |
| 山口県道260号宇賀山陽線                                                                           | 山口県     | 下関市   | 下関市     | 豊浦町宇賀                    |                                      |
| 山口県道270号田耕湯玉停車場線 重複区間終点                                                        | 山口県     | 下関市   | 下関市     | 豊浦町宇賀                    |                                      |
| 山口県道39号粟野二見線                                                                            | 山口県     | 下関市   | 下関市     | 豊北町北宇賀                  | 新二見交差点                         |
| 国道435号                                                                                         | 山口県     | 下関市   | 下関市     | 豊北町神田                    | 豊北町特牛（こっとい）交差点         |
| 山口県道275号島戸港線                                                                             | 山口県     | 下関市   | 下関市     | 豊北町神田                    |                                      |
| 山口県道39号粟野二見線 山口県道269号豊田粟野港線 重複区間起点                                     | 山口県     | 下関市   | 下関市     | 豊北町粟野                    |                                      |
| 山口県道269号豊田粟野港線 重複区間終点                                                            | 山口県     | 下関市   | 下関市     | 豊北町粟野                    |                                      |
| 長門大津広域農道                                                                                  | 山口県     | 長門市   | 長門市     | 油谷伊上                      |                                      |
| 山口県道66号長門油谷線                                                                            | 山口県     | 長門市   | 長門市     | 油谷伊上                      | 伊上交差点                           |
| 国道491号 山口県道38号美祢油谷線 重複                                                             | 山口県     | 長門市   | 長門市     | 油谷河原                      | 新大坊交差点                         |
| 山口県道358号人丸停車場線                                                                         | 山口県     | 長門市   | 長門市     | 油谷新別名（しんべつみょう）  | 新別名交差点                         |
| 山口県道286号日置上油谷線                                                                         | 山口県     | 長門市   | 長門市     | 油谷新別名                    | 人丸交差点                           |
| 山口県道281号俵山長門古市停車場線 重複区間起点                                                    | 山口県     | 長門市   | 長門市     | 日置上（へきかみ）            | 古市交差点                           |
| 山口県道281号俵山長門古市停車場線 重複区間終点                                                    | 山口県     | 長門市   | 長門市     | 日置上                        |                                      |
| 山口県道286号日置上油谷線                                                                         | 山口県     | 長門市   | 長門市     | 日置上                        |                                      |
| 山口県道66号長門油谷線                                                                            | 山口県     | 長門市   | 長門市     | 西深川（にしふかわ）          |                                      |
| 国道316号 山口県道56号仙崎港線                                                                    | 山口県     | 長門市   | 長門市     | 東深川（ひがしふかわ）        | 正明市（しょうみょういち）交差点     |
| 山口県道282号仙崎停車場小浜線                                                                     | 山口県     | 長門市   | 長門市     | 仙崎                          | [ 注釈 8 ]                           |
| 山口県道34号下関長門線 山口県道287号長門三隅線                                                    | 山口県     | 長門市   | 長門市     | 仙崎                          | 仙崎交差点                           |
| 山口県道268号豊田三隅線 山口県道285号野波瀬港線                                                   | 山口県     | 長門市   | 長門市     | 三隅下                        | 二条窪交差点                         |
| 山口県道287号長門三隅線                                                                           | 山口県     | 長門市   | 長門市     | 三隅中                        | 観月橋交差点                         |
| E9 山陰自動車道 / 萩・三隅道路                                                                    | 山口県     | 長門市   | 長門市     | 三隅中                        | 三隅IC                               |
| 山口県道64号萩三隅線                                                                              | 山口県     | 長門市   | 長門市     | 三隅中                        |                                      |
| 山口県道36号秋芳三隅線                                                                            | 山口県     | 長門市   | 長門市     | 三隅上                        | 下中小野（しもなかおの）交差点       |
| 山口県道28号小郡三隅線                                                                            | 山口県     | 長門市   | 長門市     | 三隅上                        | 宗頭交差点                           |
| 山口県道296号三見停車場三見市線                                                                   | 山口県     | 萩市     | 萩市       | 三見                          |                                      |
| 国道490号                                                                                         | 山口県     | 萩市     | 萩市       | 山田                          | 木間（こま）入口交差点               |
| 山口県道64号萩三隅線                                                                              | 山口県     | 萩市     | 萩市       | 山田                          | 玉江橋西詰交差点                     |
| 山口県道295号萩城趾線                                                                             | 山口県     | 萩市     | 萩市       | 平安古町（ひやこまち）        | 県立萩美術館・浦上記念館前交差点     |
| 山口県道64号萩三隅線 山口県道293号萩長門峡線 重複                                                 | 山口県     | 萩市     | 萩市       | 御許町（おもとまち）          | 御許町交差点                         |
| 国道262号 山口県道11号萩篠生線 山口県道・島根県道13号萩津和野線 重複                              | 山口県     | 萩市     | 萩市       | 土原（ひじわら）              | 警察署前交差点                       |
| 山口県道299号萩港線                                                                               | 山口県     | 萩市     | 萩市       | 土原                          | 萩橋西詰交差点                       |
| 山口県道67号萩川上線                                                                              | 山口県     | 萩市     | 萩市       | 椿東（ちんとう）              | 萩しーまーと・道の駅前交差点         |
| 山口県道294号笠山越ヶ浜線                                                                         | 山口県     | 萩市     | 萩市       | 椿東                          | 笠山入口交差点                       |
| 山口県道315号吉部下萩線                                                                           | 山口県     | 萩市     | 萩市       | 大井                          |                                      |
| 島根県道・山口県道14号益田阿武線                                                                  | 山口県     | 阿武郡   | 阿武町     | 奈古                          |                                      |
| 山口県道302号福田下宇田線                                                                         | 山口県     | 阿武郡   | 阿武町     | 宇田（うた）                  |                                      |
| 山口県道343号宇田須佐線                                                                           | 山口県     | 阿武郡   | 阿武町     | 宇田                          |                                      |
| 山口県道303号福田下惣郷線                                                                         | 山口県     | 阿武郡   | 阿武町     | 惣郷                          |                                      |
| 山口県道343号宇田須佐線                                                                           | 山口県     | 萩市     | 萩市       | 須佐                          |                                      |
| 山口県道305号須佐湾高山尾浦線                                                                     | 山口県     | 萩市     | 萩市       | 須佐                          | 須佐駅交差点                         |
| 国道315号 山口県道10号山口福栄須佐線 重複                                                         | 山口県     | 萩市     | 萩市       | 須佐                          | 須佐ホルンフェルス入口交差点         |
| 山口県道305号須佐湾高山尾浦線                                                                     | 山口県     | 萩市     | 萩市       | 江崎                          |                                      |
| 島根県道・山口県道17号津和野田万川線                                                              | 山口県     | 萩市     | 萩市       | 下田万（しもたま）            | ゆとりパークたまがわ・道の駅前交差点 |
| 島根県道213号飯浦停車場線                                                                         | 島根県     | 益田市   | 益田市     | 飯浦町（いいのうらちょう）    |                                      |
| 島根県道170号益田津和野線                                                                         | 島根県     | 益田市   | 益田市     | 飯浦町                        |                                      |
| 島根県道255号蟠竜湖線                                                                             | 島根県     | 益田市   | 益田市     | 高津町                        | 萩・石見空港入口交差点               |
| E9 山陰自動車道 / 益田道路 島根県道333号久城インター線                                            | 島根県     | 益田市   | 益田市     | 高津1丁目                     | 高津IC交差点 高津IC                  |
| 島根県道242号益田港線                                                                             | 島根県     | 益田市   | 益田市     | 中島町                        | 中島町交差点                         |
| 国道9号 国道187号                                                                                 | 島根県     | 益田市   | 益田市     | 中吉田町                      | 中吉田町交差点                       |
| 島根県道310号益田吉田線 重複区間起点                                                              | 島根県     | 益田市   | 益田市     | あけぼの本町                  | あけぼの本町交差点                   |
| 島根県道310号益田吉田線 重複区間終点                                                              | 島根県     | 益田市   | 益田市     | あけぼの東町                  | あけぼの東町交差点                   |
| 島根県道171号益田種三隅線                                                                         | 島根県     | 益田市   | 益田市     | 東町                          |                                      |
| 島根県道54号益田澄川線 重複区間起点                                                               | 島根県     | 益田市   | 益田市     | 大谷町                        |                                      |
| 島根県道54号益田澄川線 重複区間終点                                                               | 島根県     | 益田市   | 益田市     | 美都町笹倉                    |                                      |
| 島根県道309号東仙道津田停車場線                                                                   | 島根県     | 益田市   | 益田市     | 美都町仙道                    |                                      |
| 島根県道172号美都匹見線                                                                           | 島根県     | 益田市   | 益田市     | 美都町山本                    |                                      |
| 島根県道34号浜田美都線 島根県道48号三隅美都線 重複                                                | 島根県     | 益田市   | 益田市     | 美都町宇津川                  |                                      |
| 島根県道307号波佐匹見線 重複区間起点                                                              | 島根県     | 益田市   | 益田市     | 匹見町道川                    |                                      |
| 島根県道307号波佐匹見線 重複区間終点                                                              | 島根県     | 益田市   | 益田市     | 匹見町道川                    |                                      |
| 島根県道・広島県道115号波佐芸北線                                                                 | 広島県     | 山県郡   | 北広島町   | 西八幡原（にしやわたはら）    |                                      |
| 島根県道・広島県道11号旭戸河内線                                                                  | 広島県     | 山県郡   | 安芸太田町 | 松原                          | 松原交差点                           |
| 広島県道249号三段峡線                                                                             | 広島県     | 山県郡   | 安芸太田町 | 川手                          |                                      |
| 広島県道296号吉和戸河内線                                                                         | 広島県     | 山県郡   | 安芸太田町 | 遊谷（あぞうだに）            | 戸河内バイパス西口交差点             |
| 広島県道305号弁財天加計線                                                                         | 広島県     | 山県郡   | 安芸太田町 | 上殿                          |                                      |
| E2A 中国自動車道 国道186号 重複区間起点 国道434号 重複区間起点                                    | 広島県     | 山県郡   | 安芸太田町 | 上殿                          | 戸河内インター入口交差点 27 戸河内IC |
| 広島県道304号中筒賀下線 重複区間起点                                                              | 広島県     | 山県郡   | 安芸太田町 | 下筒賀                        |                                      |
| 広島県道304号中筒賀下線 重複区間終点                                                              | 広島県     | 山県郡   | 安芸太田町 | 下筒賀                        |                                      |
| 国道434号 重複区間終点                                                                            | 広島県     | 山県郡   | 安芸太田町 | 加計                          | 加計町山崎交差点                     |
| 国道186号 重複区間終点 広島県道305号弁財天加計線                                                  | 広島県     | 山県郡   | 安芸太田町 | 加計                          | 加計町山崎交差点                     |
| 広島県道304号中筒賀下線 重複区間起点                                                              | 広島県     | 山県郡   | 安芸太田町 | 加計                          |                                      |
| 広島県道304号中筒賀下線 重複区間終点                                                              | 広島県     | 山県郡   | 安芸太田町 | 加計                          |                                      |
| 国道433号 重複区間起点                                                                            | 広島県     | 山県郡   | 安芸太田町 | 津浪（つなみ）                |                                      |
| 広島県道303号上筒賀津浪線                                                                         | 広島県     | 山県郡   | 安芸太田町 | 津浪                          |                                      |
| 国道433号 重複区間終点                                                                            | 広島県     | 山県郡   | 安芸太田町 | 坪野                          |                                      |
| 広島県道301号澄合豊平線                                                                           | 広島県     | 山県郡   | 安芸太田町 | 穴                            | 澄合交差点                           |
| 広島県道38号広島豊平線 重複区間起点                                                               | 広島県     | 広島市   | 安佐北区   | 安佐町小河内（おがうち）      |                                      |
| 広島県道38号広島豊平線 重複区間終点                                                               | 広島県     | 広島市   | 安佐北区   | 安佐町飯室（いむろ）          | 布交差点                             |
| 広島県道267号宇津可部線                                                                           | 広島県     | 広島市   | 安佐北区   | 安佐町飯室                    |                                      |
| 国道261号 重複区間起点                                                                            | 広島県     | 広島市   | 安佐北区   | 安佐町飯室                    | 飯室交差点                           |
| E74 広島自動車道                                                                                  | 広島県     | 広島市   | 安佐北区   | 安佐町飯室                    | 広島北インター入口交差点 1 広島北IC  |
| 広島県道268号勝木安古市線                                                                         | 広島県     | 広島市   | 安佐北区   | 可部町勝木                    | 上行森交差点                         |
| 広島市道可部大毛寺線                                                                              | 広島県     | 広島市   | 安佐北区   | 亀山9丁目                     | 虹山団地入口交差点                   |
| 国道54号 / 可部バイパス                                                                           | 広島県     | 広島市   | 安佐北区   | 可部6丁目                     | 安佐北区民文化センター入口交差点     |
| 国道183号 重複区間起点 島根県道・広島県道5号浜田八重可部線                                        | 広島県     | 広島市   | 安佐北区   | 可部3丁目                     | 191号分れ交差点                      |
| 広島市道可部大毛寺線                                                                              | 広島県     | 広島市   | 安佐北区   | 可部4丁目                     | 可部郵便局（北）交差点               |
| 広島県道267号宇津可部線                                                                           | 広島県     | 広島市   | 安佐北区   | 可部4丁目                     | 可部中央交差点                       |
| 広島県道240号可部停車場線                                                                         | 広島県     | 広島市   | 安佐北区   | 可部南5丁目                   | 中原踏切前交差点                     |
| 広島県道70号広島中島線                                                                            | 広島県     | 広島市   | 安佐北区   | 可部南3丁目                   | 深川入口交差点                       |
| 国道54号 重複区間起点                                                                             | 広島県     | 広島市   | 安佐北区   | 可部南1丁目                   | 中島交差点                           |
| 広島県道177号下佐東線 広島県道270号八木緑井線                                                     | 広島県     | 広島市   | 安佐南区   | 八木8丁目                     | 太田川橋西詰交差点                   |
| 広島市道長束八木線                                                                                | 広島県     | 広島市   | 安佐南区   | 八木6丁目                     | 八木6丁目交差点                      |
| 広島県道271号八木広島線                                                                           | 広島県     | 広島市   | 安佐南区   | 八木5丁目                     | 高瀬堰入口交差点                     |
| 広島市道川の内線                                                                                  | 広島県     | 広島市   | 安佐南区   | 緑井6丁目                     | 城南中学校入口交差点                 |
| 広島市道緑井八木線                                                                                | 広島県     | 広島市   | 安佐南区   | 緑井6丁目                     | 緑井6丁目交差点                      |
| 広島市道温井松原線                                                                                | 広島県     | 広島市   | 安佐南区   | 緑井5丁目                     | せせらぎ公園西口交差点               |
| 広島県道269号今井田緑井線                                                                         | 広島県     | 広島市   | 安佐南区   | 緑井1丁目                     | 広島インター（北）交差点             |
| 国道54号 / 別線 国道183号 重複区間終点 国道261号 重複区間終点 広島県道270号八木緑井線             | 広島県     | 広島市   | 安佐南区   | 緑井1丁目                     | 緑井1丁目交差点                      |
| E2 山陽自動車道                                                                                   | 広島県     | 広島市   | 安佐南区   | 川内2丁目                     | 29 広島IC                            |
| 広島市道高陽沼田線 広島市道中筋温品線                                                             | 広島県     | 広島市   | 安佐南区   | 中筋1丁目                     | 中筋1丁目交差点                      |
| 広島県道152号府中祇園線                                                                           | 広島県     | 広島市   | 安佐南区   | 西原8丁目                     | 西原駅南交差点                       |
| 広島県道152号府中祇園線 / 旧道                                                                    | 広島県     | 広島市   | 安佐南区   | 西原8丁目                     | [ 注釈 11 ]                          |
| 広島県道37号広島三次線 重複区間起点                                                               | 広島県     | 広島市   | 東区       | 牛田新町3丁目                 | 祇園新橋南交差点                     |
| 広島市道常盤橋大芝線                                                                              | 広島県     | 広島市   | 東区       | 牛田本町6丁目                 | 牛田駅南交差点                       |
| 広島県道37号広島三次線 重複区間終点                                                               | 広島県     | 広島市   | 東区       | 牛田本町6丁目                 | 新こうへい橋北交差点                 |
| 広島市道御幸橋三篠線                                                                              | 広島県     | 広島市   | 中区       | 白島北町                      | 白島駅北交差点                       |
| 広島県道84号東海田広島線 広島市道駅前観音線                                                       | 広島県     | 広島市   | 中区       | 西白島町                      | 城北駅北交差点                       |
| 広島市道中広宇品線 重複区間起点                                                                   | 広島県     | 広島市   | 中区       | 基町                          | 県立総合体育館前交差点               |
| 広島市道中広宇品線 重複区間終点                                                                   | 広島県     | 広島市   | 中区       | 基町                          | 広島城南交差点                       |
| 国道54号 / 別線 国道183号 重複区間起点 国道261号 重複区間起点 広島県道164号広島海田線             | 広島県     | 広島市   | 中区       | 紙屋町1丁目                   | 紙屋町交差点                         |
| 広島市道比治山庚午線                                                                              | 広島県     | 広島市   | 中区       | 小町                          | 白神社前交差点                       |
| 国道2号 国道54号 重複区間終点 国道183号 重複区間終点 国道261号 重複区間終点 広島県道243号広島港線 | 広島県     | 広島市   | 中区       | 大手町5丁目                   | 広島市役所前交差点 / 終点            |

## ギャラリー

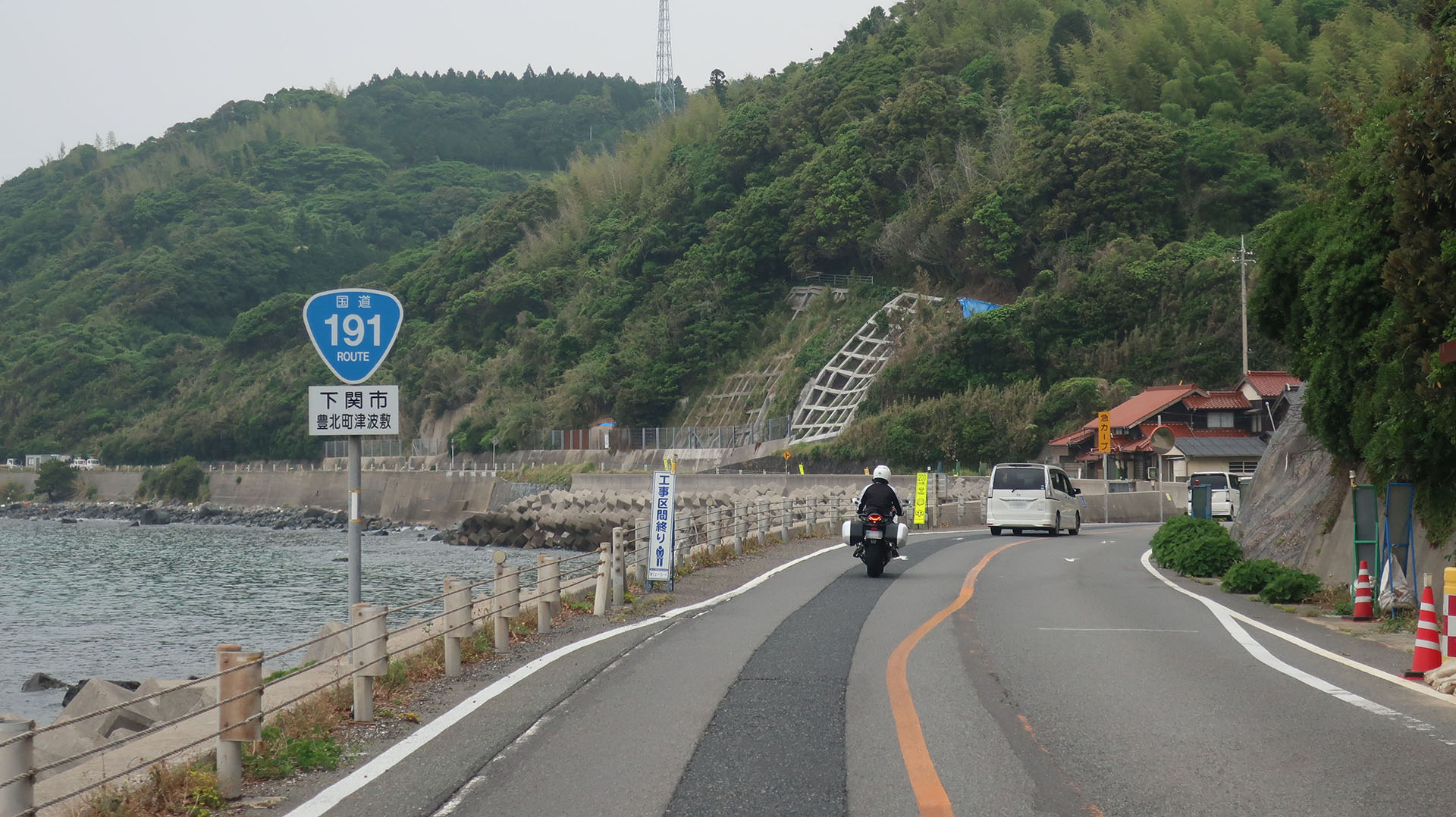
山口県下関市豊北町
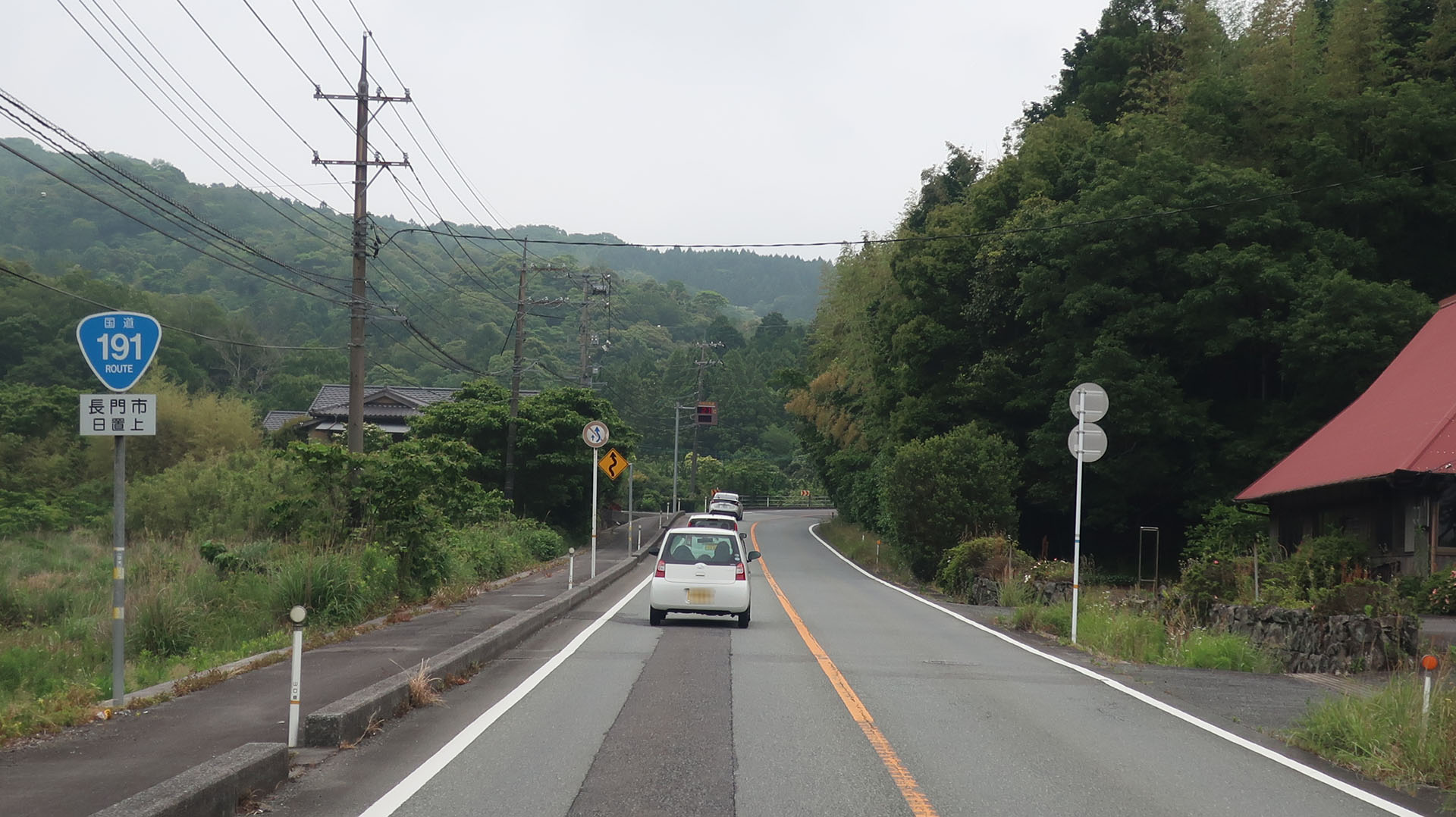
山口県長門市日置上上城
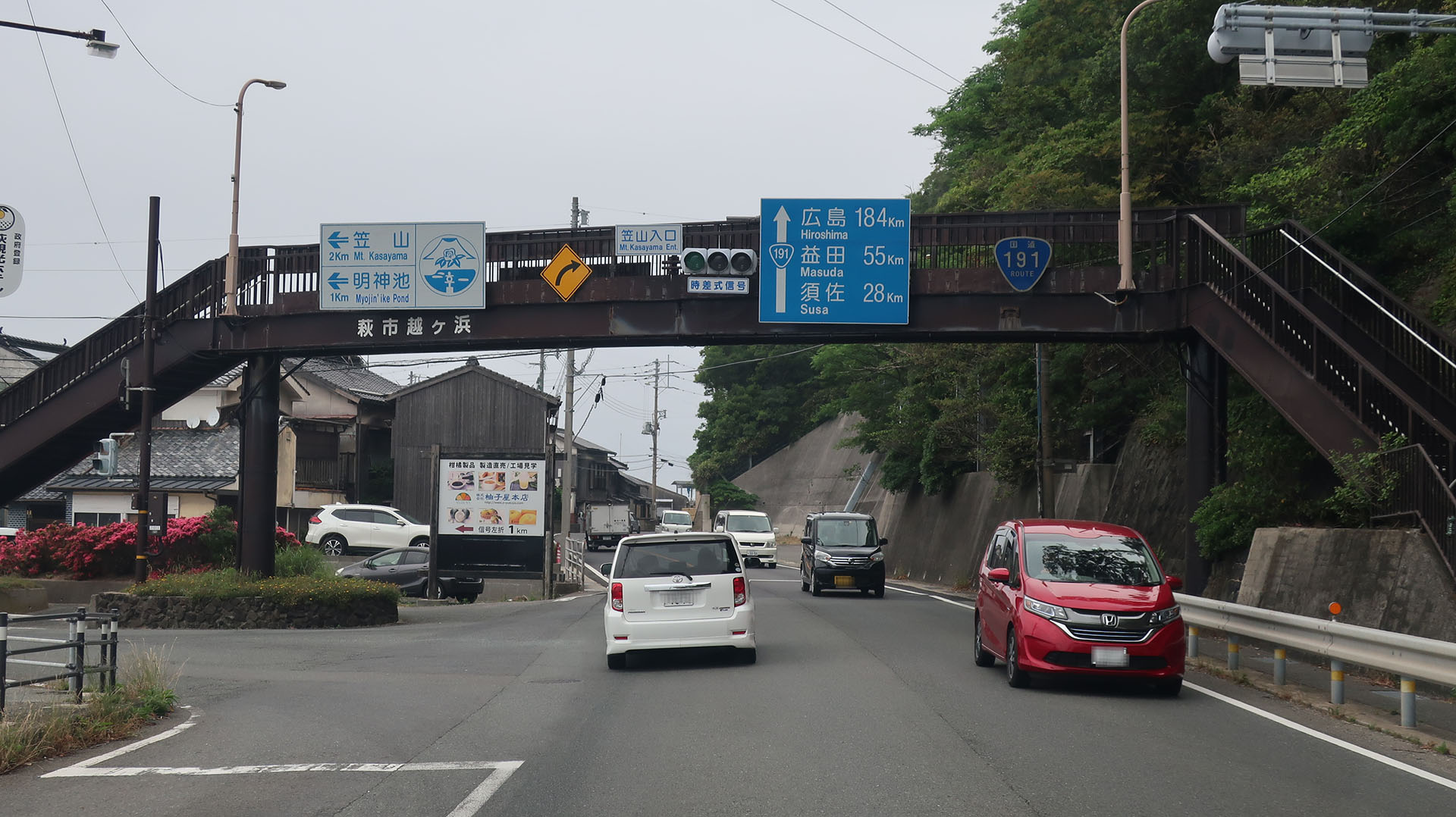
山口県萩市大字椿東越ヶ浜
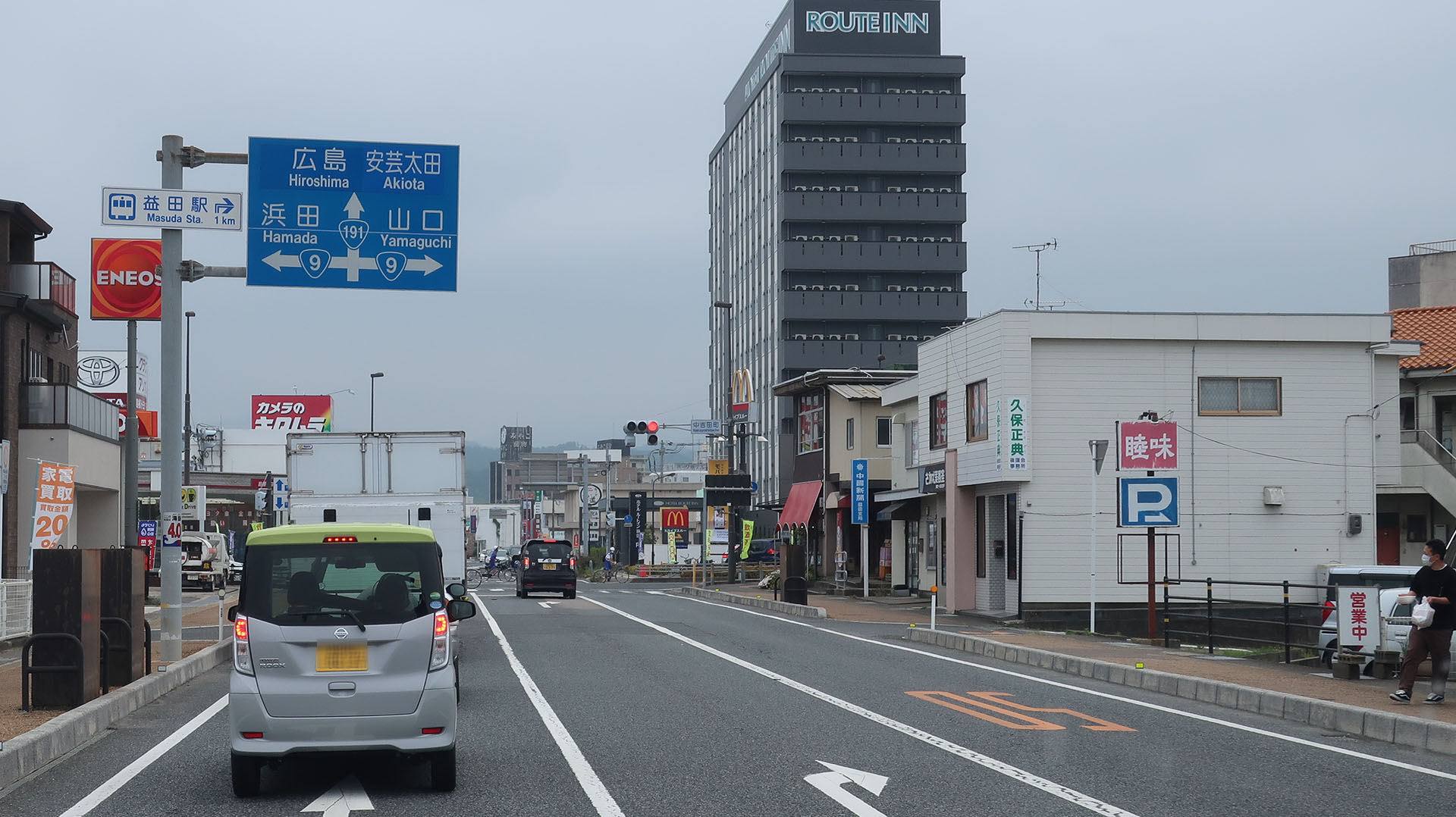
国道9号との交差 島根県益田市中吉田町
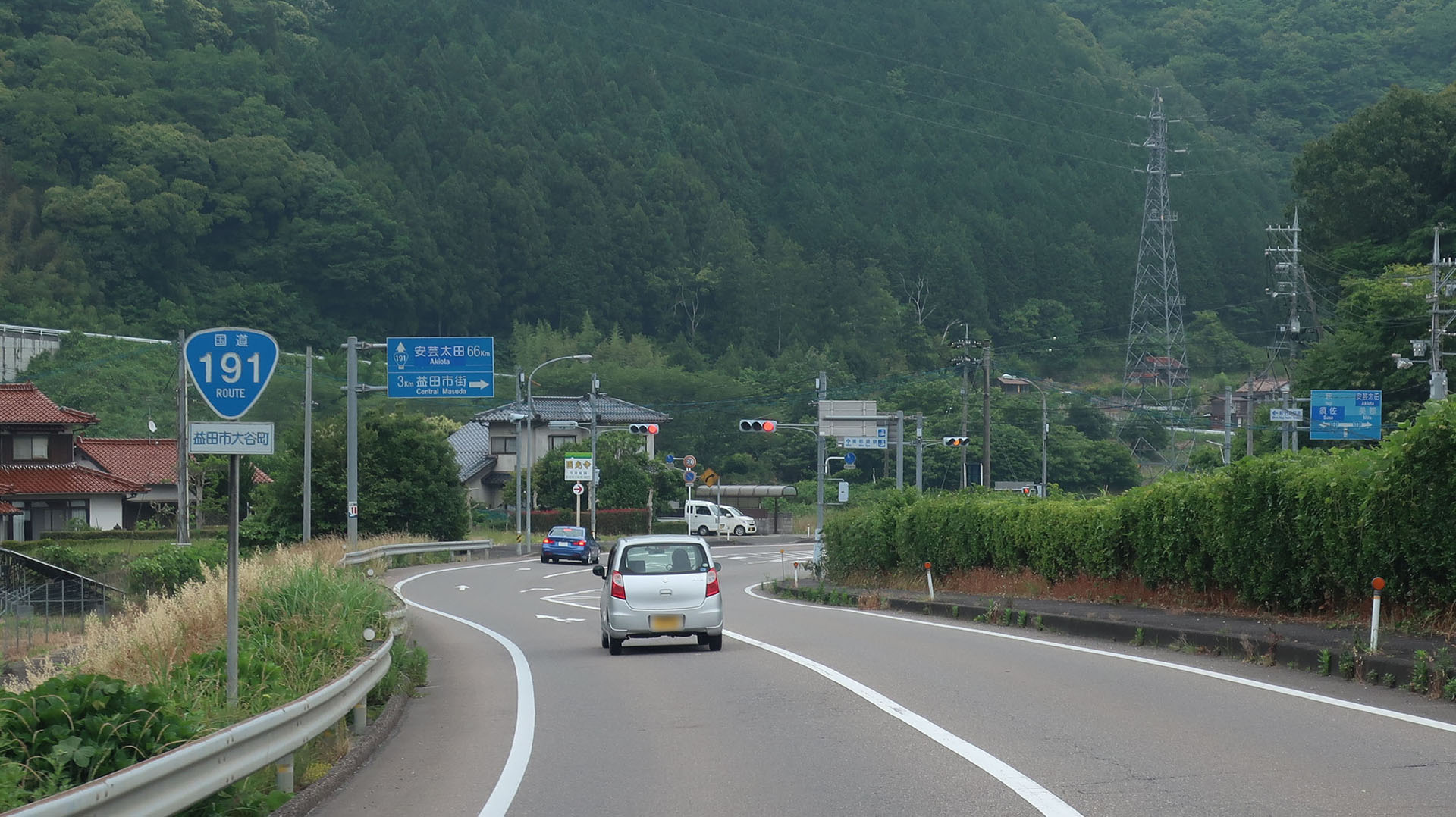
島根県益田市大谷町
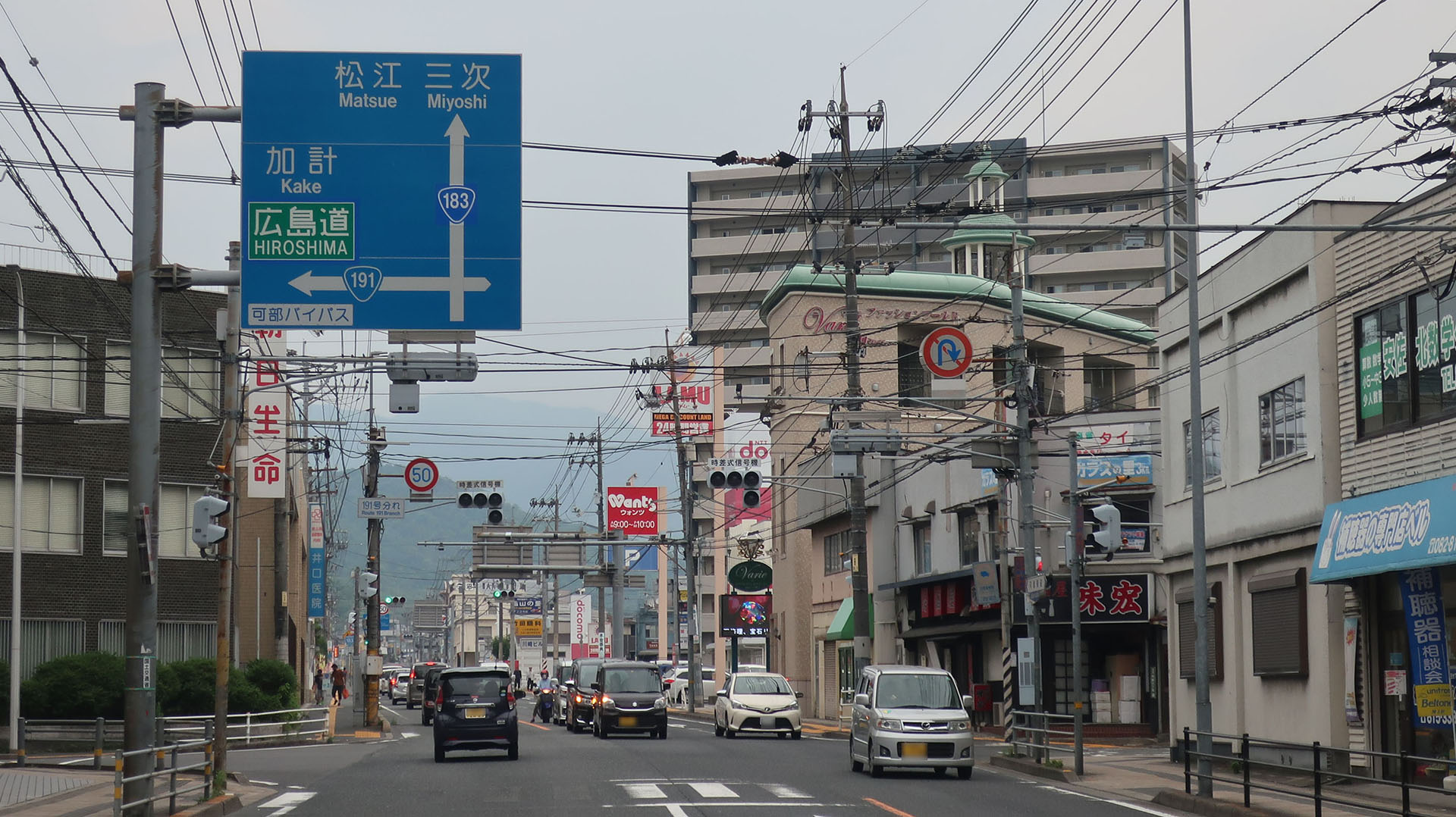
国道183号 （重複区間）との分岐 広島県広島市安佐北区